# Lans (Oostenrijk)
Lans is een gemeente in het district Innsbruck Land van de Oostenrijkse deelstaat Tirol.
Lans ligt acht kilometer ten zuiden van Innsbruck, aan de voet van de Patscherkofel (2241 m). Het ligt aan de oude zoutstraat en werd in 1180 voor het eerst vermeld als Lannes. De Lanser See, tegenwoordig een geliefd recreatiegebied voor de inwoners van Innsbruck, is ontstaan in de ijstijd en wordt door ondergrondse bronnen gevoed. Het toerisme vormt de belangrijkste bron van inkomsten en dan met name het zomertoerisme, waartoe de gasten de beschikking hebben over de golfbaan Sperberegg en het gezondheidscentrum Lanserhof. Aan de rand van het dorp loopt de Middelgebergtespoorlijn, die Lans verbindt met het nabijgelegen Igls en met Innsbruck.
Partnergemeente van Lans is het Franse Boutigny-sur-Essonne.